# Plakias
Plakias (griechisch Πλακιάς (m. sg.)) ist ein kleiner, aber touristisch bedeutsamer Ort an der Südküste der griechischen Insel Kreta. Er gehört zum Gemeindebezirk Finikas der 2010 neu geschaffenen Gemeinde Agios Vasilios im Süden des Regionalbezirks Rethymno. Die Anzahl dauerhafter Einwohner beläuft sich auf etwa 325 (Volkszählung 2011). Noch in der Volkszählung des Jahres 1961 wurde Plakias als Wohnort von nur sechs Fischerfamilien erwähnt.
Verwaltungsmäßig wird Plakias als zwei Orte in den Statistiken geführt: der westliche Teil mit 143 Einwohnern gehört zu Sellia (Σελλιών Πλακιάς), der östliche mit 182 Einwohnern zu Myrthios (Μυρθιανός Πλακιάς). Der Ortsname Plakiás bezieht sich auf die in manchen Teilen der Bucht über oder unter Wasser zu findenden Sandstein-„Platten“ (auch als Naturzement bezeichnet).

## Lage

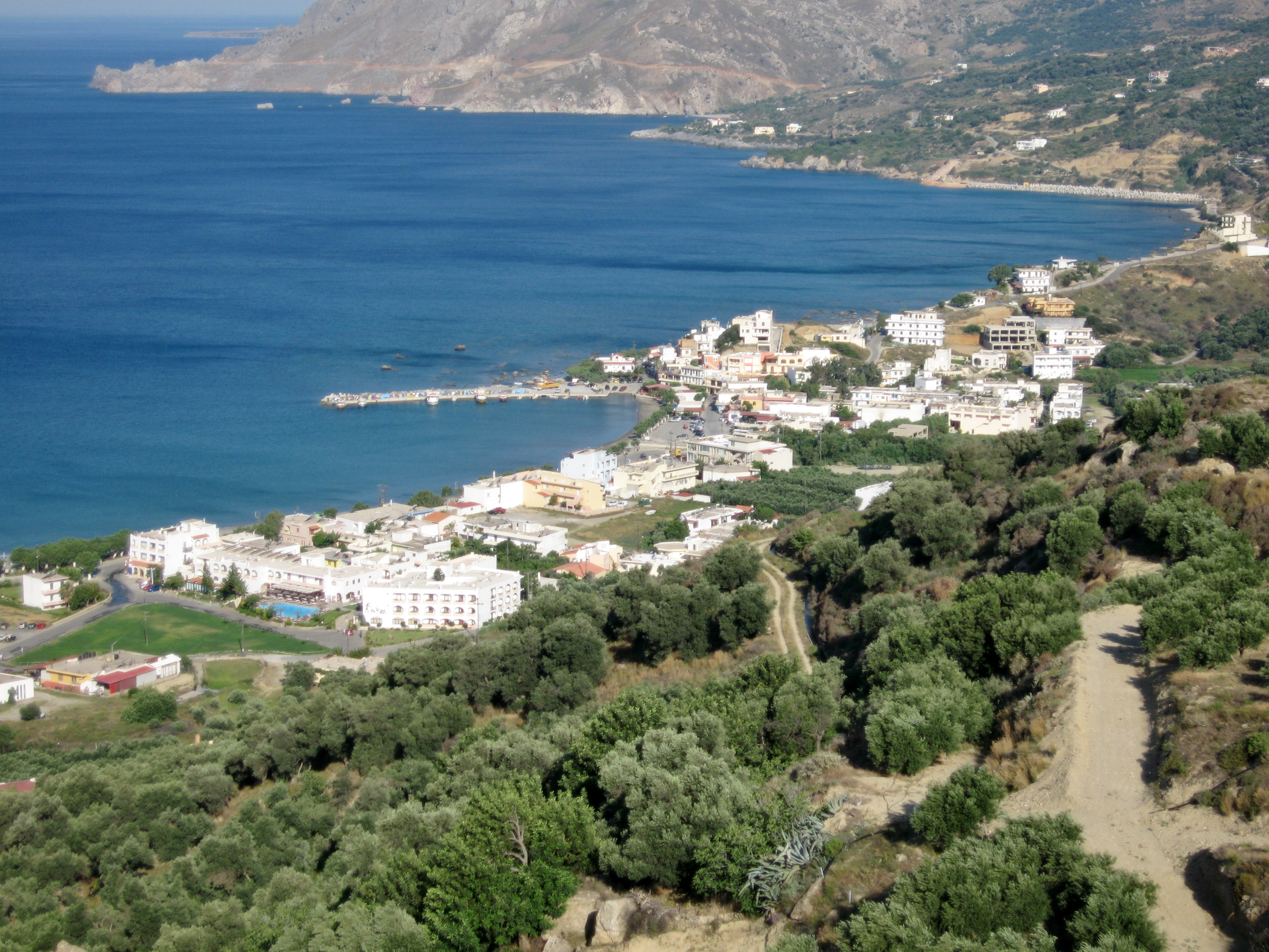
Plakias am Libyschen Meer

Plakias liegt an der Mündung eines Baches unterhalb der Kotsifou-Schlucht, welche die beiden Küstengebirgszüge Kryoneritis und Kouroupa voneinander trennt. Der Bach durchfließt den Ort und teilt ihn mit seiner üppigen Vegetation in einen Ost- und einen Westteil. Westlich des Bachbettes liegt der ältere zu Sellia gehörende Teil des Ortes mit dem Hafen.
Eine asphaltierte Straßenanbindung gibt es seit den 1960er Jahren von Myrthios her. Inzwischen gibt es auch eine Straße zum nordwestlich gelegenen Sellia. Der Ort Sellia liegt Luftlinie etwa 1,5 Kilometer entfernt, das nordöstlich befindliche Myrthios etwa einen Kilometer. Durch Sellia und Myrthios führt eine Landstraße, die Chora Sfakion und Agia Galini verbindet.
Plakias liegt etwa 30 Kilometer von der Präfekturhauptstadt Rethymno entfernt. Von der Hauptstraße von Rethymno über Spili nach Agia Galini zweigen zwei Straßen nach Plakias ab. Die nordwestliche durchquert die Kotsifou-Schlucht zwischen Agios Ioannis und Myrthios. Die südöstliche zweigt nahe Koxare von der Hauptstraße ab und begleitet den Megalopotamos-Fluss durch die Kourtaliotiko-Schlucht. Hinter Asomatos kann man dann die Straßen über Lefkogia oder Mariou wählen. Die Verkehrsanbindung von Plakias ist verglichen mit anderen Dörfern an der Südküste Kretas als gut zu bezeichnen.
Trotz der zentralen Lage am westlichen Teil der Südküste Kretas, im Zentrum der Gialia, wie die Südküste des Regionalbezirks Rethymno genannt wird, gibt es keine regelmäßige Schiffsverbindung von Plakias aus. Der kleine Hafen ist zu flach für größere Schiffe. Der nächstgelegene größere Hafen in westlicher Richtung ist Chora Sfakion, von wo aus Schiffe nach Loutro, zur Samaria-Schlucht, nach Sougia, nach Paleochora und zur Insel Gavdos abgehen.

## Geschichte
Plakias wurde Mitte des 20. Jahrhunderts als Siedlung neben den Ruinen der antiken Stadt Lamon gegründet. Hier befand sich der Hafen der Fischer aus den Bergdörfern Sellia und Myrthios. In minoischer Zeit bestand auf dem Gipfel des Korifi oder Paligremnos möglicherweise ein kleines, örtliches Gipfelheiligtum.

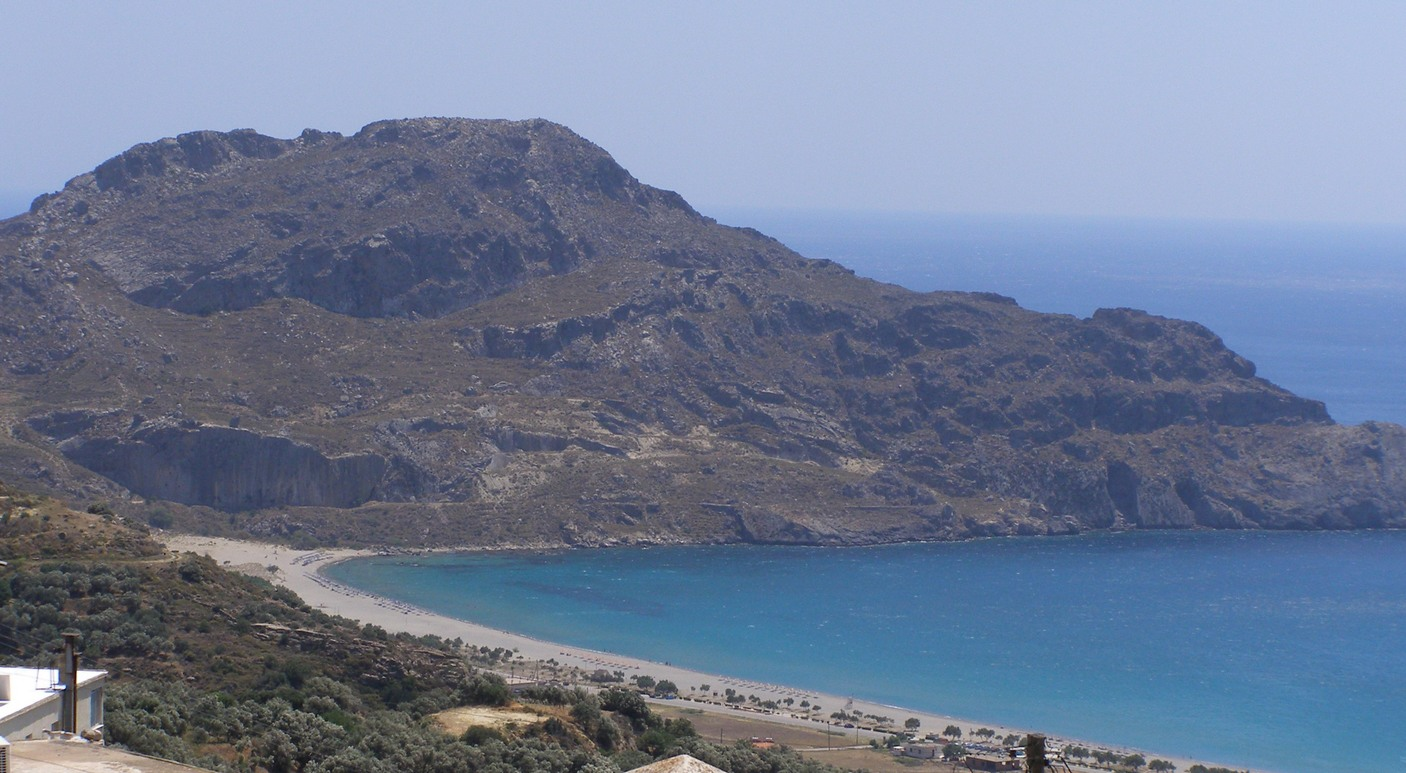
Halbinsel Sarella mit Felswand (links), Lorenbahntrasse und Felseinschnitten der Kohleverladung (rechts)

Unterhalb der Felswand findet man am Beginn der Halbinsel Sarella einen ebenen Pfad, welcher in einem begehbaren Tunnel endet, der in zwei Felseinschnitten der östlichen Steilküste endet. Dort und am Tunneleingang findet man Betonfundamente im Wasser und an Land. Bis 1930 wurde hier Braunkohle verladen. Über den Weg und durch den Tunnel führte eine Lorenbahn des Herstellers Decauville. Diese und die Beton-Anleger waren nötig, um tieferes Wasser zu erreichen, da ein Anlanden größerer Schiffe im ansonsten flachen Wasser der Bucht nicht möglich war.

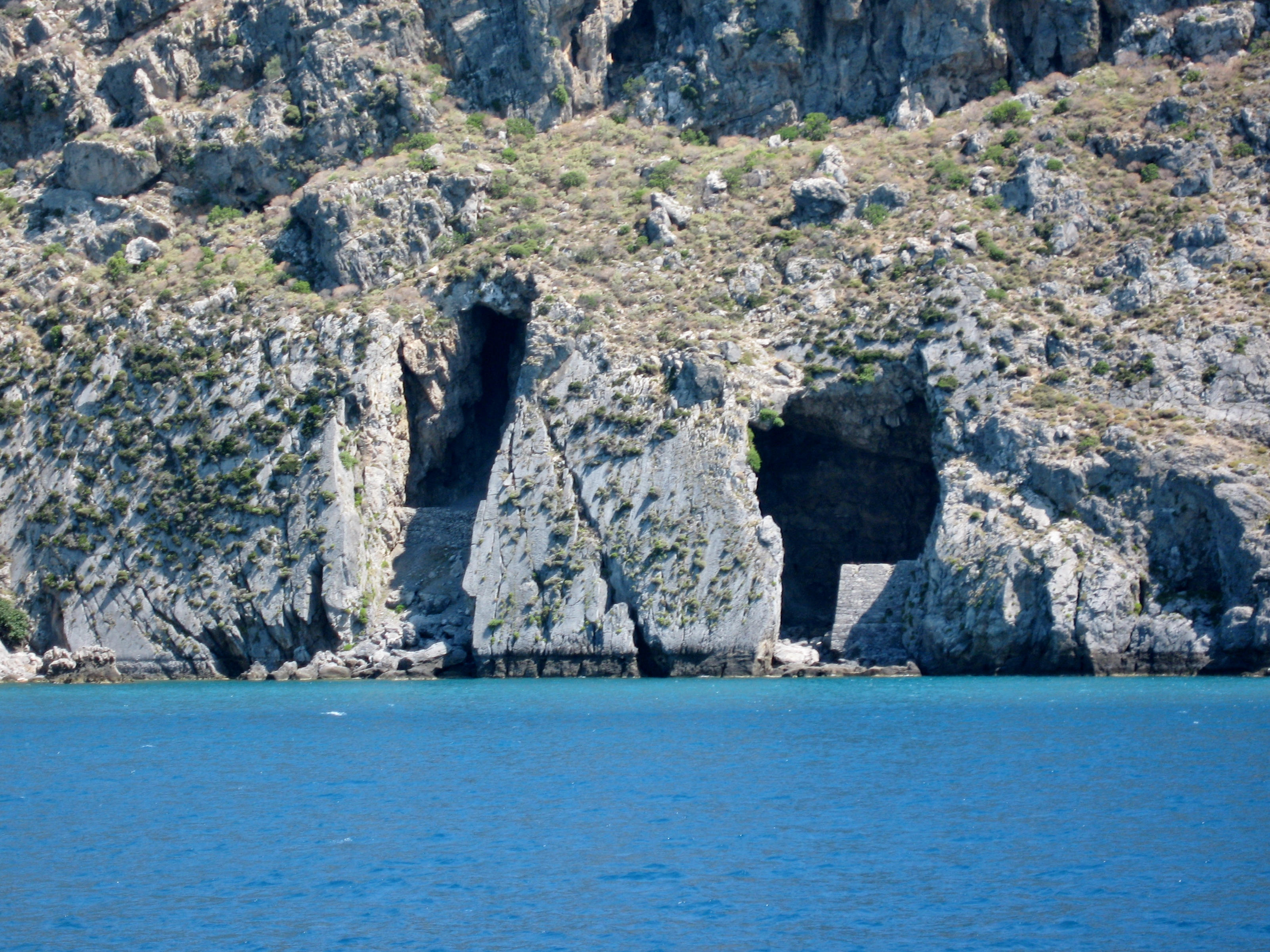
Detail der Verladestation

Die Kohle wurde in einer Grube zwischen Plakias und Lefkogia im Untertagebau abgebaut. Die Grube wurde von einem deutschen Unternehmer betrieben. Der geringe Ertrag der Grube wurde als Treibstoff für Dampfschiffe verwendet. Sie wurde erst Ende der 80er Jahre mit Zement verschlossen, nachdem dort ein spielendes Kind ertrunken war. Die deutschen Besetzer Kretas machten sich später ebenfalls die Kohleverladestation zunutze, verlängerten den Tunnel und sprengten einen zweiten Einschnitt in den Fels, um noch tieferes Wasser zu erreichen. Hier konnten fortan auch größere Schiffe mit Munition, Wasser und Proviant versorgt werden.

## Wirtschaft und Tourismus

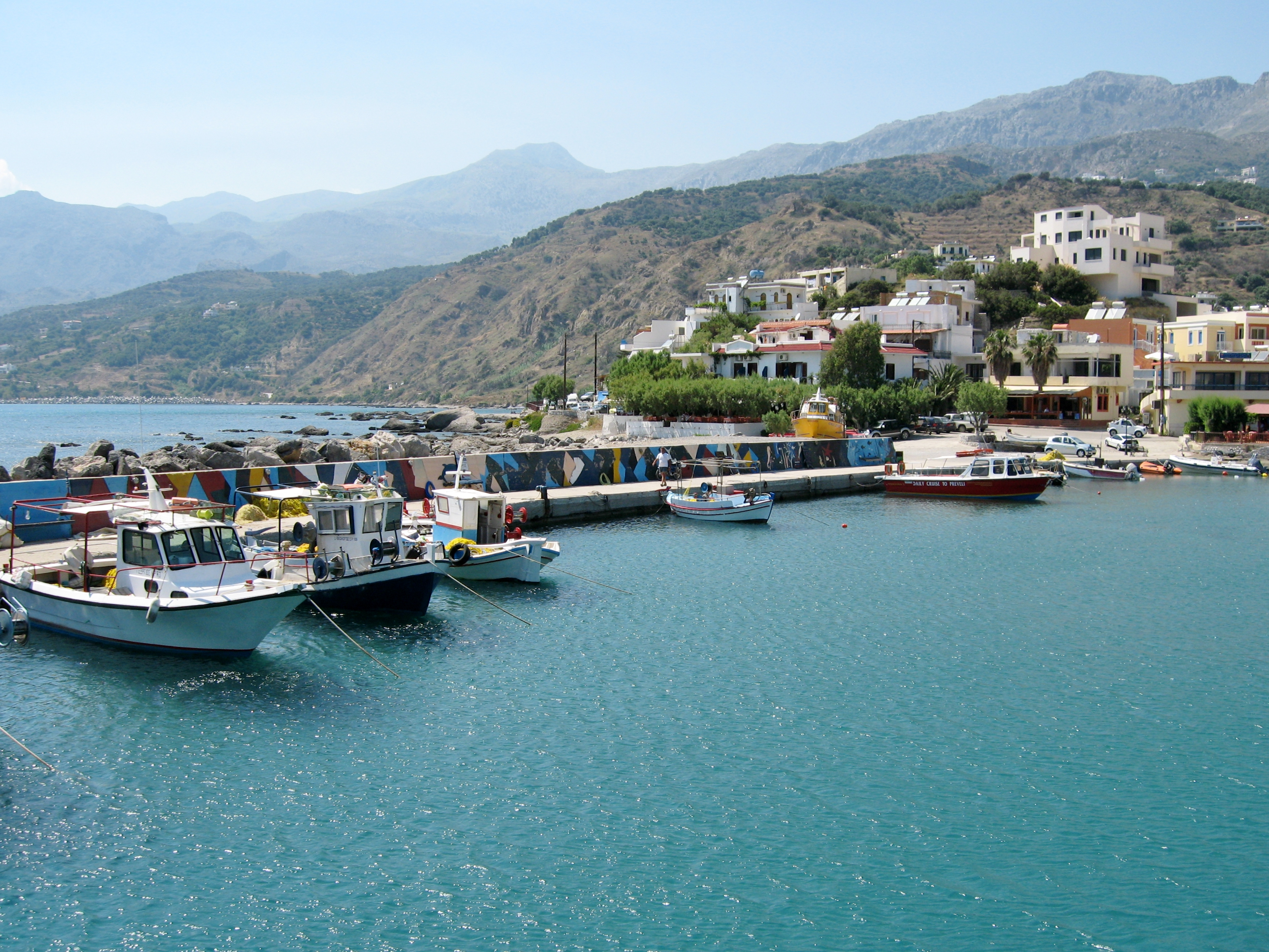
Der Hafen

Einst ein kleines Fischerdorf, welches sich die nahe gelegenen traditionellen Dörfer Sellia und Myrthios teilten, blieb Plakias fast zwei Jahrzehnte lang ein Insidertipp und wurde beliebtes Ziel für Rucksacktouristen und Individual-Reisende.
Mittlerweile überwiegt auch in Plakias der Massentourismus. Weitere Hotels und Resorts entstanden in Plakias und Umgebung, u. a. die Hapimag-Urlaubsanlage in der Damnoni-Bucht. Im Jahr 2006 begannen die Erdarbeiten für den Bau von weiteren Hotels und 341 neuen Apartment-Häusern am bis dahin noch unbebauten Abschnitt der Plakias-Bucht.
Bei jungen Reisenden ist der Ort auch durch seine schön gelegene Jugendherberge bekannt und beliebt, in Griechenland keine verbreitete Einrichtung.

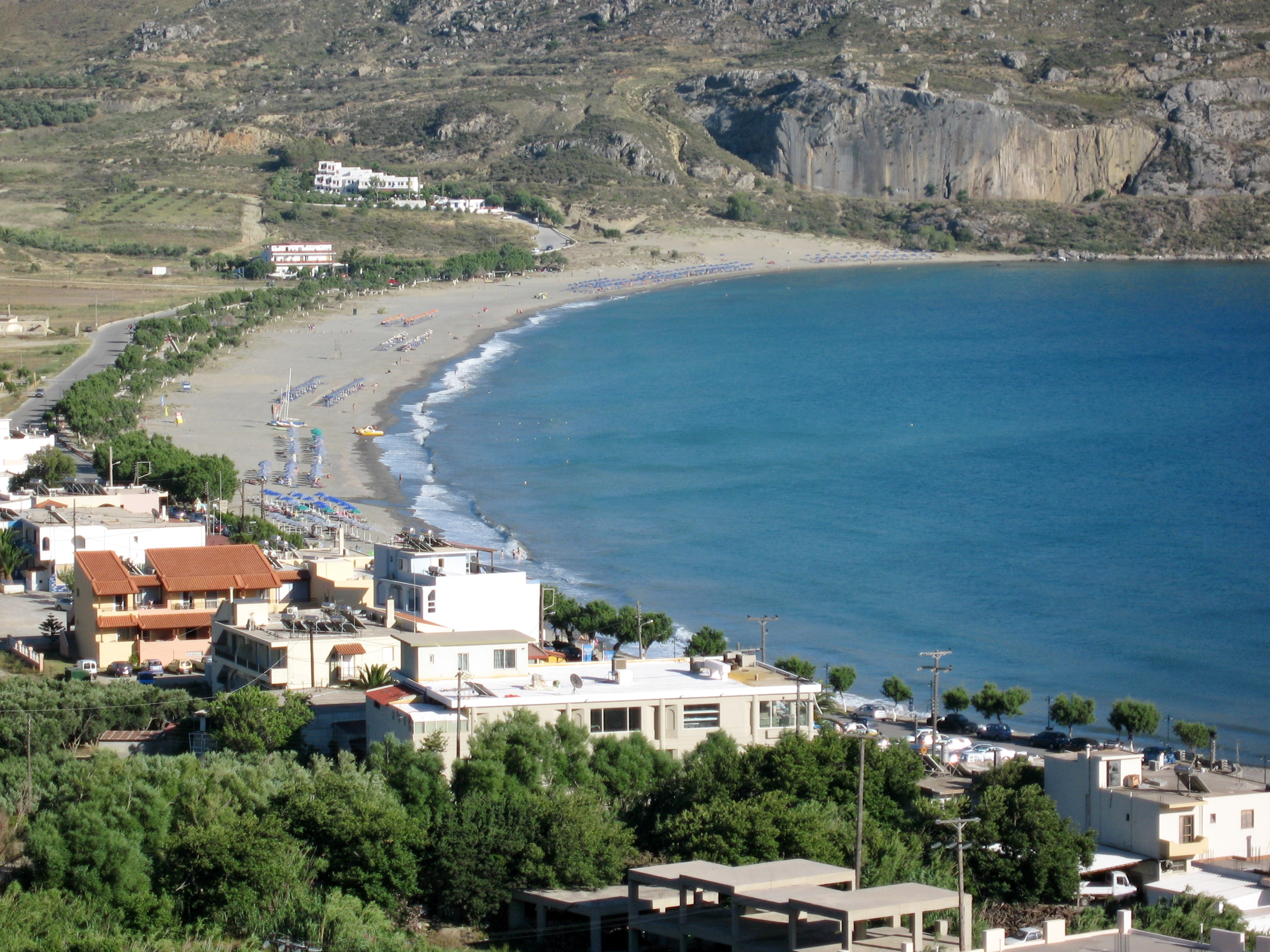
Der Strand

Der Hauptstrand von Plakias ist etwa 1,5 Kilometer lang und erstreckt sich vom Ortszentrum in östliche Richtung. Er besteht aus Kies und Sand und führt flach ins Wasser. Es gibt Duschen und zwei kleine Strandbars. In der Saison werden Sonnenschirme und Liegen verliehen. Am östlichen Ende vor der Halbinsel Sarella ist FKK üblich.

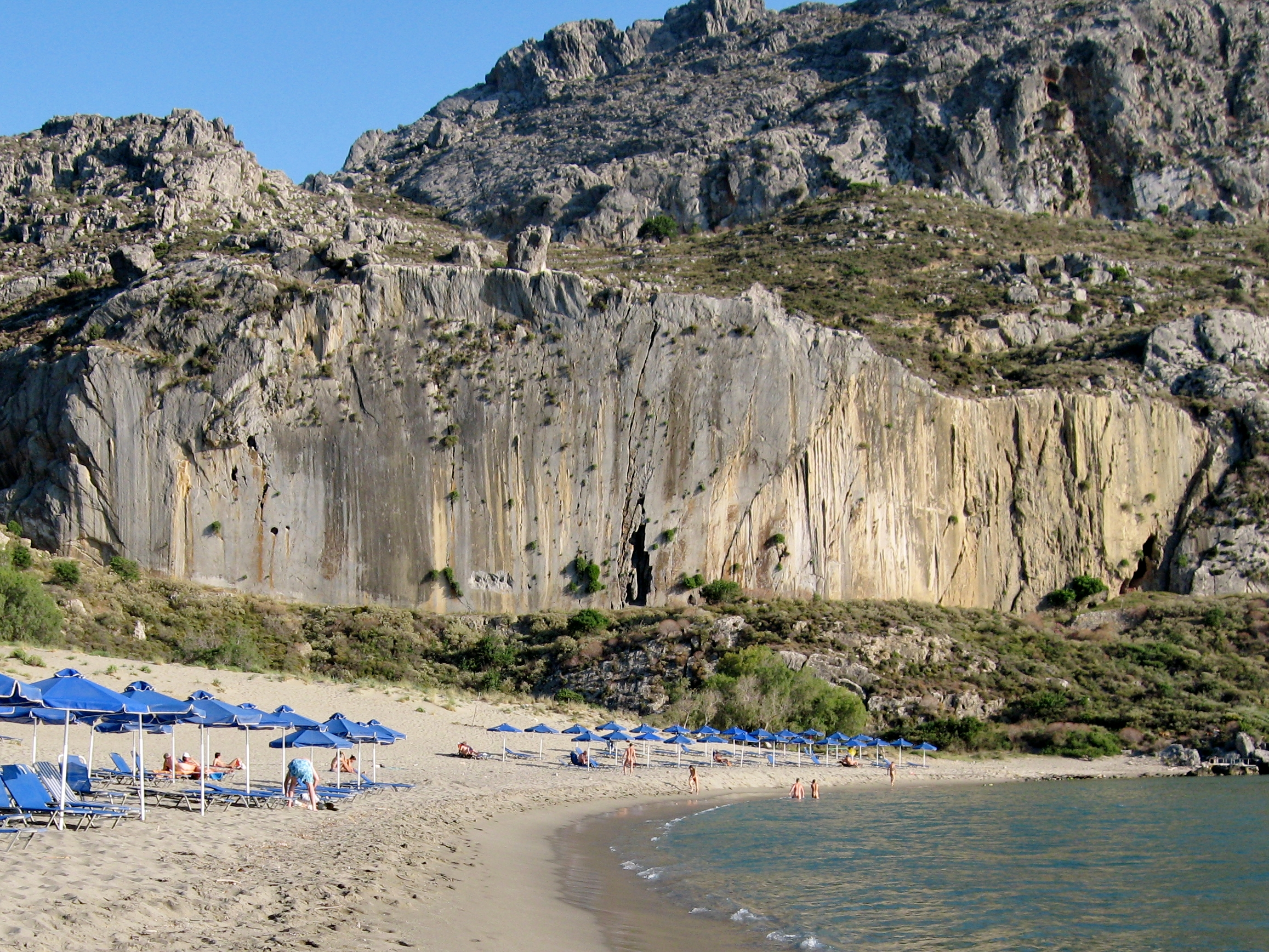
Felswand

Die Bucht von Plakias wird am östlichen Ende von einer senkrecht aufsteigenden, bis zu 40 Meter hohen und zirka 300 Meter langen glatten Felswand aus Kalk der Tripolitza-Serie begrenzt, die von Kletterern und Freeclimbern für ihren Sport benutzt wird. Im Windstau der Felswand hat sich aus den Flugsandmengen des Strandes eines der auf Kreta seltenen Dünengebiete mit typischer Vegetation gebildet. Auffallend sind hier vor allem die im September blühenden Dünen-Trichternarzissen (Pancratium maritimum) (griechisch Αλίανθος Alianthos).
In der Umgebung findet man unterschiedliche Strände und Buchten (z. B. Preveli, Triopetra, Souda) und sehr gute Wandermöglichkeiten. In Plakias gibt es einige Tauchschulen, die Schnorchel- und Tauchaktivitäten in der näheren Umgebung anbieten. Schon auf der Anfahrt nach Plakias kann man die beeindruckende Kourtaliotiko-Schlucht oder die etwas weiter in westlicher Richtung auf dem Weg nach Agios Ioannis liegende Kotsifou-Schlucht bewundern.
Weitere touristische Ziele sind u. a. das nahegelegene Kloster Preveli und der Palmenstrand von Preveli, zu dem im Sommer von Plakias aus eine Bootsverbindung besteht.

## Wanderwege
Neben dem Bade- und Tauchtourismus ist Plakias auch ein guter Standort für Wanderer. Beliebte Ziele in der Nähe sind eine alte Wassermühle unterhalb von dem Bergdorf Myrthios und der Rundweg um das Kap Kako Mouri. Ein leichtes Gipfelziel ist die Kapelle auf dem 433 m hohen Timios Stavros südlich von Lefkogia. Im Hinterland können die Schluchten Moundros und Kato Poros schnell erreicht werden.